# تشارلز دونكان
تشارلز دونكان (بالإنجليزية: Charles Duncan)‏ هو سياسي بريطاني (وحمل سابقاً جنسية المملكة المتحدة لبريطانيا العظمى وأيرلندا)، ولد في 8 يونيو 1865 في ميدلزبرة في المملكة المتحدة، وتوفي في 6 يوليو 1933 في هامبستاد في المملكة المتحدة. حزبياً، نشط في حزب العمال.

## مناصب
- في الانتخابات العامة في المملكة المتحدة 1906 [الإنجليزية]‏، انتخب عضو برلمان المملكة المتحدة الـ28 عن دائرة بارو وفرنيس (12 يناير 1906 – 10 يناير 1910).
- في الانتخابات العمومية البريطانية في يناير 1910 [الإنجليزية]‏، انتخب عضو برلمان المملكة المتحدة الـ29 عن دائرة بارو وفرنيس (15 يناير 1910 – 28 نوفمبر 1910).
- في الانتخابات العمومية البريطانية في ديسمبر 1910 [الإنجليزية]‏، انتخب عضو برلمان المملكة المتحدة الـ30 عن دائرة بارو وفرنيس (3 ديسمبر 1910 – 25 نوفمبر 1918).
- في الانتخابات العامة في المملكة المتحدة 1922 [الإنجليزية]‏، انتخب عضو برلمان المملكة المتحدة الـ32 عن دائرة Clay Cross (UK Parliament constituency) [الإنجليزية]‏ (15 نوفمبر 1922 – 16 نوفمبر 1923).
- في الانتخابات العامة في المملكة المتحدة 1923 [الإنجليزية]‏، انتخب عضو برلمان المملكة المتحدة الـ33 عن دائرة Clay Cross (UK Parliament constituency) [الإنجليزية]‏ (6 ديسمبر 1923 – 9 أكتوبر 1924).
- في الانتخابات العامة في المملكة المتحدة 1924 [الإنجليزية]‏، انتخب عضو برلمان المملكة المتحدة الـ34 عن دائرة Clay Cross (UK Parliament constituency) [الإنجليزية]‏ (29 أكتوبر 1924 – 10 مايو 1929).
- في الانتخابات العامة في المملكة المتحدة 1929 [الإنجليزية]‏، انتخب عضو برلمان المملكة المتحدة الـ35 عن دائرة Clay Cross (UK Parliament constituency) [الإنجليزية]‏ (30 مايو 1929 – 7 أكتوبر 1931).
- في الانتخابات العامة في المملكة المتحدة 1931 [الإنجليزية]‏، انتخب عضو برلمان المملكة المتحدة الـ36 عن دائرة Clay Cross (UK Parliament constituency) [الإنجليزية]‏ (27 أكتوبر 1931 – 6 يوليو 1933).